# Newbee电子竞技俱乐部
Newbee电子竞技俱乐部是一家中国电子竞技俱乐部，目前主要参加《Dota 2》赛事。并曾获得2014年Dota 2国际邀请赛冠军，并以500万美元的奖金金额，刷新了吉尼斯世界纪录“电子竞技赛的最高额奖金（团队）”的纪录称号。2020年5月，中国CDA联盟和IMBA传媒通报称Newbee战队在参加其举办的职业比赛中涉嫌参与不正当竞赛并从中获利，对Newbee战队内的所有队员以及经理进行了终生禁赛处理。
2021年1月3日，《Dota 2》官方微博发布公告，完美世界和Valve决定永久禁赛Newbee电子竞技俱乐部及現行的領隊與五名选手

## 队员名单(2018)
| 姓名   | ID      | 位置 | 加入日期   | 国籍           |
| ------ | ------- | ---- | ---------- | -------------- |
| 徐翰   | Moogy   | 1    | 2016-09-17 | 中华人民共和国 |
| 宋淳   | Sccc    | 2    | 2016-09-17 | 中华人民共和国 |
| 何雍正 | Inflame | 3    | 2018-09-09 | 中华人民共和国 |
| 阎超   | Waixi   | 4    | 2018-09-23 | 中华人民共和国 |
| 曾宏达 | Faith   | 5    | 2016-09-17 | 中华人民共和国 |